# No more
「No more」（ノーモア）は、堂本光一のシングル。今作は、映画の役名でのシングルリリースであり、米寿司のデビューシングルでもある。

## 解説
映画『銀幕版 スシ王子! 〜ニューヨークへ行く〜』主題歌。名義も役名の「米寿司」（まいず つかさ）名義となっている。
通常版・DVD付き限定版の2形態リリース。通常版と限定版とは、収録曲に違いがあり、通常版のカップリングの「修行唄」が、DVD付き限定版には収録されていない。
ジャケットは、映画のタイトルからアメリカの国旗にちなんでいる。
初回プレス分のみ、2面4Pジャケット+ロングキャップ仕様、千社札シールB封入、連動キャンペーン応募券封入。

## 収録曲

### 通常盤
1. No more
  - 作詞：白井裕紀、新美香 / 作曲・編曲：Thomas G:son
  - ワーナー・ブラザース映画配給映画「銀幕版 スシ王子! 〜ニューヨークへ行く〜」主題歌。
2. 修行唄
  - 作詞・作曲：堤幸彦
3. No more -RYUKYUDISKO ReCHAMPLOO-
  - リミキサー：RYUKYUDISKO
4. No more -Fantastic Plastic Machine remix-
  - リミキサー：Fantastic Plastic Machine

### DVD付き限定盤
1. No more
2. No more -RYUKYUDISKO ReCHAMPLOO-
3. No more -Fantastic Plastic Machine remix-